# Gastrocopta tappaniana
Gastrocopta tappaniana är en snäckart som först beskrevs av C. B. Adams 1842.  Gastrocopta tappaniana ingår i släktet Gastrocopta och familjen puppsnäckor. Inga underarter finns listade i Catalogue of Life.